# Stadsschouwburg Amsterdam
Stadsschouwburg Amsterdam (hollandsk – omtrent byteater) er navnet på teatret på Leidseplein i Amsterdam, Holland og ligeledes navnet på dets forgængere i nærheden, hvoraf ingen eksisterer mere.

## (Neder)duytsche Academie (1617-1637)
I 1617 grundlagde dramatikerne Samuel Coster og Bredero sammen med deres Rederijkerskamer "In Liefde Bloeyende" det Duytsche Academy, en institution efter forbillede af de italienske akademier, for at popularisere videnskab gennem forelæsninger på det nationale sprog. Akademiet blev etableret i en træbygning ved Keizersgracht i Amsterdam, hvor det nuværende hotel Blakes ligger.

## Det første Schouwberg (1637-1664)
Det første Schouwburg på Keizersgracht 384 var Amsterdams første rigtige byteater, og var baseret på Teatro Olimpico i Italien. På stedet ligger nu hotellet The Dylan.
Teatret blev bygget i 1637 af Jacob van Campen, der brugte ordet Schouwburg om det.

## Det nye teater (1665-1772)
I 1664 blev det besluttet, at Van Campen's lille teater skulle erstattes af en større teaterbygning, der levede bedre op til tidens vaner og barokarkitekturen. Dette nye teater var dobbelt så stort som det gamle og åbnede den 26. maj 1665. Grundstenen var blevet lagt af den yngste datter af forfatteren Jan Vos.
Bygningen blev jævnligt vedligeholdt og udvidet, men den 7. maj 1772 brød bygningen i brand under en forestilling. Ilden slukkede sig selv, men ikke inden den havde krævet livet for 18 personer og havde ødelagt 22 huse omkring teatret.

## Det første teater på Leidseplein (1774-1892)
Byteatret flyttede til Leidseplein og åbnede i 1774 eller 1790 (med en trækonstruktion bag en stenfacade) med et stykke af August von Kotzebue. Dette teater brændte ned i 1892.

## Det nuværende teater på Leidseplein (1894-nu)
Det nuværende teater erstattede dets nedbrændte forgænger. Bygget mellem 1892 og 1894 efter design af Jan L. Springer (1850–1915) med hjælp fra faderen J. B. Springer og Adolf Leonard van Gendt. Det står ved siden af Melkweg på Leidseplein.
Efter 2. verdenskrig, optrådte Den hollandske opera her, indtil Stopera blev åbnet.

## Trivia
Når AFC Ajax vinder en stor sejr, kommer de til teatrets trappe for at blive hyldet.

## External links
- Hjemmeside
- Monument Arkiveret 7. juni 2007 hos  Wayback Machine

52°21′50″N 04°52′57″Ø / 52.36389°N 4.88250°Ø